# Erastriopis anaemica
Erastriopis anaemica là một loài bướm đêm trong họ Noctuidae.